# Marifé de Triana
María Felisa Martínez López (Burguillos, Sevilla, 13 de septiembre de 1936 - Benalmádena, Málaga, 16 de febrero de 2013), conocida artísticamente como Marifé de Triana, fue una cantante y actriz española, considerada una de las voces más importantes del género de la copla.

## Biografía
María Felisa Martínez López nace en el pueblo sevillano de Burguillos el 13 de septiembre de 1936, en el número 23 de la calle Portugal (donde existe una placa conmemorativa), residiendo allí hasta los siete años. Fue bautizada en la iglesia parroquial de San Cristóbal Mártir. Pasó sus primeros años en el populoso barrio de Triana de Sevilla, de donde tomaría su apellido artístico, a instancias del periodista David Cubedo. Vivía en el número 89 de la calle Alfarería (hoy existe una casa-museo en su homenaje en dicha calle).
Su madre, Emilia López Sebastián, falleció en julio de 1990. Fueron cinco los hijos que tuvo el matrimonio.
Muere su padre, José Martínez Capé, contratista de obras públicas, cuando ella cuenta con 9 años de edad y a los 12 Marifé abandona sus estudios para comenzar a introducirse en el mundo del arte. Trasladada la familia a Madrid en 1947, se fue despertando en ella la afición a cantar que había sentido desde niña. Y tras un corto periodo de estudios en academias de canto en el que recibirá lecciones musicales en la academia del Maestro Alcántara, saltó al mundo del arte y la canción folclórica debutando en la emisora Radio Nacional de España de la mano de David Cubedo.
David Cubedo le puso el nombre de "Marifé de Triana" en su primera actuación en Radiotelevisión Española. Se sacó el carné de artista a los 13 años aunque el mínimo de edad fuera 16. Ese mismo día la contrataron para un espectáculo en el Cine Pizarro de Madrid, donde conoció a Ricardo Freire (compositor y pianista).
Recorrió la geografía española como integrante de diversas compañías de variedades, entre ellas el Teatro Chino de Manolita Chen, en la que actuó entre 1950 y 1952, donde interpretaba los éxitos de las grandes estrellas de la copla del momento, entre ellas su admirada Juana Reina. Más adelante actuó en espectáculos como "Polizontes del cante", cuya estrella principal era Niño de Orihuela, y "Padre Virtudes", de Pepe Mairena.
Sus comienzos fueron duros. No contó con más ayuda que la fe en sí misma y su arte. Pero le llegó su gran oportunidad. El promotor de espectáculos Juan Carcellé, la contrató rápidamente al verla actuar en una localidad cercana a Madrid, comentando: “Jamás nadie ha cantado como esta mujer. Ella es la renovación absoluta de la canción andaluza”. La Niña de los Peines (Pastora Pavón) dijo de ella cuando tenía 22 años: "Marifé de Triana ha empezado por donde otros artistas acaban." Así, presentada por Carcellé, debutó en el madrileño Coliseo de Price. Encabezando un espectáculo de variedades, en el que interpretó de forma magistral la copla andaluza, obtuvo un éxito rotundo. El escritor Álvaro Retana, la vio así: “Linda y joven, acusaba cierto temperamento artístico, acentuado al colocarse bajo la advocación del trío Quintero, León y Quiroga”; y perfeccionando su mímica y consagrándose en la copla, logró estar en cartel durante tres meses consecutivos, algo insólito en aquellos tiempos.
Las puertas del éxito estaban abiertas para la sevillana, siendo desde ese instante su carrera una de las más vertiginosas que se han conocido en el mundo de la copla. Las casas discográficas se disputaban su contrato, apareciendo en el mercado su primer disco (1956), que constituyó otro éxito con la canción “Torre de arena”, de Lladrés, Manuel Gordillo y Sarmiento. Marifé de Triana va despuntando como actriz de la canción, con unas dotes extraordinarias y una voz clara y potente, dominadora de todas las situaciones líricas.
“Torre de Arena”, ocupó el primer lugar en las listas de los discos más vendidos de los años cincuenta y sesenta, impacto desconocido como no fuese en Concha Piquer, Antoñita Moreno o Juana Reina.
A raíz del enorme éxito discográfico, Marifé de Triana formó como empresa de su propio espectáculo el titulado "Torre de Arena", recorriendo los principales teatros de toda España en clamoroso éxito, durante más de dos años ininterrumpidos, ¡Otro éxito de continuidad desconocida en el teatro español!.
Después será apreciada como "La actriz de la copla", calificándola así la prensa de toda España, título que Marifé de Triana lleva en su corazón con el máximo orgullo.
Y ya sus éxitos son continuados, ininterrumpidos, ocupando durante la década de los años cincuenta y sesenta el primer puesto en la canción española y andaluza. "Torre de arena", "La loba", "13 de mayo", "Romance de Zamarrilla" o "Quién dijo pena" se encontrarán entre sus muchos éxitos, que es prácticamente todo lo que graba. Aunque será probablemente "María de la O" (1961), su canción más popular, canción que fue popularizada y escrita para la genial Estrellita Castro con anterioridad a la Guerra Civil. De ella dirá: "Si me dieran un ultimátum, y tuviera que quedarme con una canción, me quedaría con "María de la O".
Se suceden uno tras otro sus espectáculos, destacando tras "Torre de Arena", "La Emperaora", "La sombra", "Carrusel de España", "Coplas al viento", "La maestra Giraldilla", "Torre de Coplas", "La niña de Agualucero", "Embajadora de España", "La cantaora", "El café del Taranto", "María Maletilla", "Cabalgata"... etc.
Entre espectáculo y espectáculo realizaba giras internacionales por México, Venezuela, Argentina, Perú, Chile, Francia, Bélgica, Alemania, Holanda, Suiza, Inglaterra y Estados Unidos, actuando en los teatros más prestigiosos y cadenas de televisión de estos países, así como en TVE (España), siendo contratada rápidamente para el cine, interpretando dos películas que supusieron un éxito de taquilla: “Canto para ti” y “Bajo el cielo andaluz”. Años después confesará (2008): "Mi gran ilusión hubiera sido ser actriz, siempre que me hubieran educado para ello".
Marifé de Triana, artista de singulares condiciones, temperamental y humana, está en posesión de multitud de premios y galardones, imposible de enumerar, premios nacionales y extranjeros, aunque el que ella considera en sincera estima es el otorgado por la Sociedad General de Autores de España, en reconocimiento a sus valiosos méritos como artista única en su estilo. Su calidad humana y su cercanía la han hecho ganadora del cariño y el aprecio de la gente, además de por su impecable carrera musical y aportación al género andaluz.
Ha sido la primera intérprete de copla que grabó un LP de canciones mexicanas "Marifé canta a México" (1974. Nunca escucha sus propias grabaciones, lo que realmente le gusta es "interpretar y enfrentarse al público".
Tras décadas de difíciles momentos emocionales con José María Alonso Calvo, quien, por ejemplo, mantenía relaciones sentimentales con Marifé al tiempo que con una de las bailarinas de la función de Maruja Díaz durante el periodo de espectáculos del Circo Price, una jovencísima Amaya Perellón, que contaba entonces con quince años, se casó en Madrid el 7 de octubre de 1982 con el poeta, al que conocía desde el 5 de octubre de 1963 cuando lo contrató como recitador para uno de sus espectáculos. 
Tras la muerte de Rafael de León forma grupo con el músico Rafael Rabay quien compondrá muchas de sus canciones. Como en 1981 "Encrucijada" o en mayo de 1989 "Vendedora de coplas" con indudable éxito. Al siguiente año el Ayuntamiento de Burguillos rotuló con el nombre de la artista una céntrica calle de su pueblo natal. Fue todo un acontecimiento popular, en el que quedó demostrado el amor que sus paisanos profesan hacia su más popular artista. Su último disco fue editado en 2001 "Porque...", desde entonces la artista decidió dedicarse a su vida privada aunque en momentos puntuales ha actuado en programas de televisión siempre apoyando y apostando por los nuevos valores de la copla.
Durante los años 90 presentó el programa de radio Lo que yo más quiero, en la extinta Canal Sur 2 Radio.
Su esposo José María falleció el 26 de abril de 2008 a los 85 años de edad.
El 24 de julio de 2009 tiene lugar en su amado barrio de Triana una homenaje consistente en una placa en la calle donde residió durante años y un Certamen de Copla que lleva su nombre, donde se estrenó una canción dedicada para ella llamada "Ay, Marifé", interpretada por la cantante sevillana Cristina Crespo y compuesta por los autores Francisco Miguel Alegre, Juan Eduardo Peso y David Díaz.
El 11 de noviembre de 2011 le fue concedida la Medalla de Oro al Mérito del Trabajo.
El 25 de octubre de 2012 recibió el Premio al Legado Cultural en la primera edición de los Premios Motivos Que Celebrar de ABC Punto Radio.
Falleció el 16 de febrero de 2013, víctima de cáncer en el Hospital Xanit Internacional de Benalmádena (Málaga).
La artista es enterrada inicialmente en el cementerio municipal de Torremolinos, siguiendo su deseo, junto a su marido y a su fiel cuidadora y persona de confianza desde 1958, Ani (Ana Guerrero Ortiz), su heredera universal.

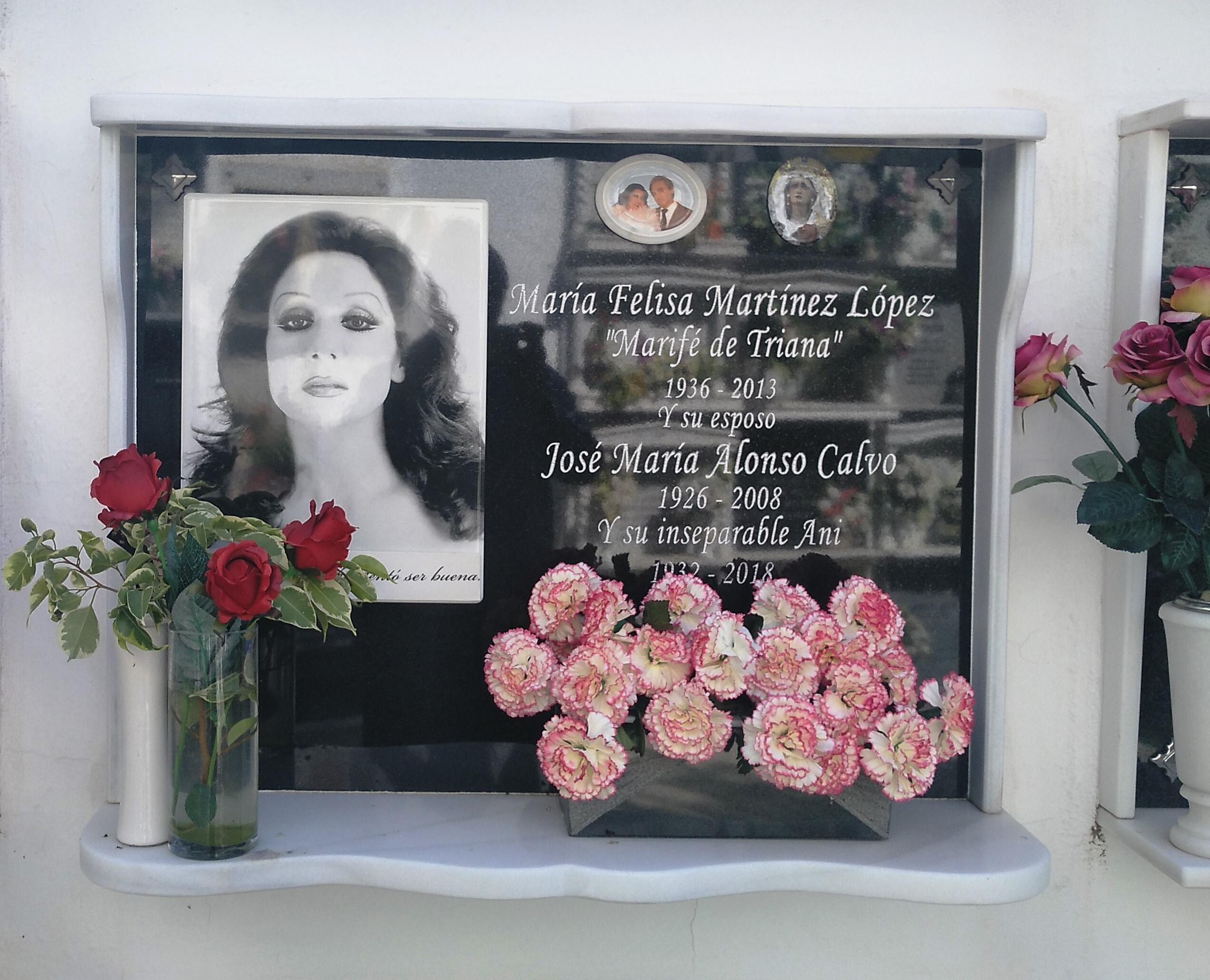
Tumba inicial de Marifé de Triana, cementerio de Torremolinos, Málaga.

El 2 de diciembre de 2022 los tres fueron reinhumados en el Cementerio de San Fernando (Sevilla), incumpliendo su deseo.
También se inaugurará próximamente una estatua (torso) dedicada a ella en la plaza del Zurraque de Triana. En dicho barrio también tiene un parque con su nombre.

## Méritos artísticos
Marifé de Triana, denominada por los estudiosos como "La Actriz de la Copla", ha aportado al género un total de 540 coplas nuevas, en su mayoría creación del trío de ases Quintero, León y Quiroga, en el que Antonio Quintero y Manuel Quiroga ponían música a los versos del poeta andaluz Rafael de León. Ha sido la gran revolucionaria y creadora del género. Destacada y admirada por su interpretación, Marifé de Triana consiguió a través de sus facultades interpretativas y su voz andaluza llevar a la cúspide el género folclórico. Una brillante carrera discográfica avala la labor de esta artista sevillana. Sirvió de referente a generaciones posteriores (Rocío Jurado, Isabel Pantoja, Pasión Vega, Diana Navarro, Nieves Hidalgo...) y sigue siendo el mayor referente para las nuevas generaciones.

## Reconocimientos
En 2017 se aprueba que la artista tenga un homenaje en el futuro Museo del Flamenco de Andalucía en Jerez de la Frontera

## Discografía
| Año  | Título                   | Discográfica             | Canciones |
| 1956 | Canta                    | Philips 421221 PE        | Antonio Romance / Torre de arena (1.ª versión) / Mi novio tiene un velero / Frasquita Romero |
| 1958 | Marifé de Triana         | Columbia EMGE70685       | La emperaora / Seguidillas de olé y olá / Que me perdone Dios / Marquesita de la estrella |
| 1958 | Marifé de Triana         | Columbia EMGE70703       | La hija del presidente / Yo no sé querer / Lola Alegrías / Clavá en mi amargura |
| 1958 | Marifé de Triana         | Columbia EMGE70844       | Locura de mi querer / ¡Ay San Antonio! / ¡Ay la Corales! / Rosa Veneno |
| 1958 | Marifé de Triana         | Columbia EMGE70845       | Rejón de muerte / La ventolera / Ese torero / Marquesita cordobesa |
| 1958 | Marifé de Triana         | Columbia ECGE70933       | En el quicio de mi puerta / ¡La sombra vendo! / ¡Ay, mi casa! / Tientos del pregonero |
| 1960 | Marifé de Triana         | Columbia ECGE71355       | Mal haya la pena mia / En una esquina cualquiera / Sevillanas de Marifé / Marina la de Sagunto |
| 1960 | Marifé de Triana         | Columbia ECGE71356       | Me valga la Magdalena / Villancicos del Alba / Villancicos de Marifé / Te he de querer mientras viva |
| 1960 | Marifé de Triana         | ColumbiaECGE71424        | Villancicos de Marifé / Villancicos del Alba / Nana de los pastores / Reloj de la Navidad |
| 1960 | Marifé de Triana         | Montilla-Zafiro EPFM-141 | Bajo un limón limonero / La Loba (1.ª versión) / Cautiva / En una esquina cualquiera (1.ª versión) |
| 1960 | Marifé de Triana         | Montilla-Zafiro EPFM-148 | Puente de plata / Juan León / Por qué te di yo mis besos / Noche de San Juan |
| 1960 | Marifé de Triana         | Montilla-Zafiro EPFM-165 | Alondra del cielo / Torito del desengaño / Échale la red / Calandria calandria |
| 1961 | Marifé de Triana         | Columbia ECGE 71484      | María Magdalena / Coplas del Guadalquivir / María de la O / Mi sombrero cordobés |
| 1961 | Marifé de Triana         | Columbia ECGE 71485      | Mecedle el paso / El pueblo te ha condenao / Por los clavos prisioneras / Por el calvario llorosa |
| 1961 | Marifé de Triana         | Columbia ECGE 71487      | Soleá / Quién lo había de pensar / La rosa de capuchinos / Tientos del viento |
| 1961 | Marifé de Triana         | Columbia ECGE 71488      | La gente / María Consolación / Sevillanas de la feria / Macarrona flamencona |
| 1961 | Marifé de Triana         | Columbia ECGE 71489      | La Mejorana / Acusación / El torito feo / Te lo digo sin pará |
| 1962 | Marifé de Triana         | Columbia ECGE 71651      | Maldito sea el querer / Sevillanas de filigrana / Embajadora de España / Quién pudiera |
| 1962 | Marifé de Triana         | Columbia ECGE 71652      | Una mujer con ojeras / Qué me está pasando / Copla de los siete niños / La Gallarda |
| 1962 | Marifé de Triana         | Columbia ECGE 71653      | Señora vecina / Manolo de Lora / Paloma Limón / ¡Mil veces que no! |
| 1962 | Marifé de Triana         | Columbia ECGE 71654      | Yo acuso / La buena sombra / Consolación la de Utrera / Mis dos rosas |
| 1963 | Marifé de Triana         | Columbia ECGE 71806      | La maestra giraldilla / La señorona / Canción del querer / La cómica |
| 1963 | Marifé de Triana         | Columbia ECGE 71807      | La Admiranta / Tus mismos ojos / La mujer del faro / Tu risa y mi pena / |
| 1963 | Marifé de Triana         | Columbia ECGE 71812      | Sangre de mis venas / Yo no quiero hablar / Tos saben que nos queremos / Un buen marido |
| 1963 | Marifé de Triana         | Columbia SCGE 80593      | Señor Sargento Ramírez / Las salinas de Cádiz / Elvira la Cantaora / Torres de Cádiz |
| 1963 | Marifé de Triana         | Columbia SCGE 80601      | Tientos del reloj / No me digas que no / Dolores la Petenera / Cortijo de la Aurora |
| 1963 | Marifé de Triana         | Columbia SCGE 80602      | ¡Ay Maricruz! / Málaga cancionera / Por San Fermín / Cortijo de la Aurora / |
| 1964 | Marifé de Triana         | Columbia SCGE 80712      | El río / El novio / Cantos del Rocío / Amanece en El Rocío |
| 1964 | Marifé de Triana         | Columbia SCGE 80713      | La luna y el toro / Que son de Puerto Real / Cuchillito de agonía / Señor Don José |
| 1964 | Marifé de Triana         | Columbia SCGE 80714      | Martirio la Cantaora / Toro bravo / La farola / He vuelto a encontrarte |
| 1964 | Marifé de Triana         | Columbia SCGE 80745      | Pajarillos / Tengo, tengo, tengo / Deja que me vaya / Te lo juro yo |
| 1964 | Marifé de Triana         | Columbia SCGE 80746      | Si se jugara dos veces / Al capricho de la gente / Si yo arrancarle pudiera / Desde que te conocí / Contrabando de luceros |
| 1964 | Marifé de Triana         | Columbia SCGE 80844      | ¡La de la calle Pureza...! / ¡Dale con ole...! / Cobarde he sío / La Lola no baila sola |
| 1964 | Marifé de Triana         | Columbia SCGE 80846      | 13 de mayo / Mala suerte / Carrillón de Córdoba / Rosa la del tiemblo |
| 1964 | Marifé de Triana         | Columbia SCGE 80847      | Tres puñales / Rosa de Lima / La misma suerte / Campanitas de cristal |
| 1964 | Marifé de Triana         | CP 9028                  | María de la O / Señora vecina / Cuchillito de agonía / La gente / La sombra vendo / Mis tres puñales / La rosa de capuchinos / Te he de querer mientras viva / La luna y el toro / Sevillanas de filigrana / 13 de mayo / Toro bravo                           |
| 1965 | Marifé de Triana         | Columbia SCGE 81022      | Tengo miedo torero / Tus palabras / No pisar la luna / Embrujada |
| 1965 | Marifé de Triana         | Columbia SCGE 81023      | Canta guitarra / Lo que yo más quiero / Cría cuervos / La cinta de mi sombrero |
| 1965 | Marifé de Triana         | Columbia SCGE 81058      | La niña de Agualucero / Manuela "La seguiriya" / El vestido de mi madre / Brindis de grana y oro |
| 1965 | Marifé de Triana         | Columbia SCGE 81059      | Fernanda la Cordobesa / Los gitanos de Castilla / Pena de quererte / Si te mueres...te mueres a gusto |
| 1965 | Marifé de Triana         | Columbia SCGE 81060      | Toritos de plata y oro / Sale el sol sale la luna / Dueño pedigüeño / No hay talandán |
| 1966 | Marifé de Triana         | Columbia SCGE 81169      | Una cantaora / Coplas de Pedro Romero / La Lirio / Triniá |
| 1966 | Marifé de Triana         | Columbia SCGE 81170      | Hágase su voluntad / Soñaba / Sólo me llamo canción / ¡Ay este no es mi Juan! |
| 1966 | Marifé de Triana         | Columbia SCGE 81171      | Ojalá / Rosa Malena / De luto se viste el aire / Mi cordera |
| 1967 | Marifé de Triana         | Columbia SCGE 81260      | Separaos / Tengo miedo / Desesperada / Tú me hiciste de ese modo |
| 1967 | Marifé de Triana         | Columbia SCGE 81296      | Pastorela / Campanas de Navidad / A dormir / Lucero divino |
| 1967 | Marifé de Triana         | Columbia SCGE 81297      | Patio banderas / Los asituneros / Quedate con tu dinero / Garrotín del bele |
| 1967 | Marifé de Triana         | Columbia SCGE 81302      | Romance de la soltera / Currito Luna / No te vayas de Navarra / Junto al agua |
| 1967 | Marifé de Triana         | Columbia SCGE 81320      | Romance de la Zamarrilla / Coplas de mi torero / Puñaladitas lentas / En silencio |
| 1967 | Marifé de Triana         | CPS 9027                 | María de la O / Soleá / Me valga la Magdalena / Copla de los siete niños / La gente / Embajadora de España / Rosa de Capuchinos / Te he de querer mientras viva / Señora vecina / María Magdalena / Tientos del viento / La buena sombra                       |
| 1967 | Marifé de Triana         | CPS 9025                 | Romance de la Reina Mercedes / Romance de la otra / A donde va esa barquita / La Parrala / Los besos que yo te di / Tres tres / Caramelitos de menta / No digas pobre mujer / Compañera / Es tarde ya / Pero era un hombre casado / Por más que la gente diga  |
| 1968 | Marifé de Triana         | Columbia SCGE 81360      | Repique de campanas / Sueños de seda y oro / Tú que presumes de hombre / Bulerías del Romero |
| 1968 | Marifé de Triana         | Columbia SCV 520         | Desde la mina / Nada más / Quién dijo pena / Por cobarde |
| 1968 | Marifé de Triana         | Columbia ME 256          | Palomo Linares / Tengo miedo torero |
| 1969 | Marifé de Triana         | Columbia CV 522          | Compañero / El secreto mío / Lo nuestro... no es así / El chico de la blusa |
| 1969 | Marifé de Triana         | Columbia MO 668          | Ángel Teruel / Qué puedo hacer |
| 1969 | Marifé de Triana         | Columbia MO 692          | Ni un padrenuestro / El corral de los Artistas |
| 1969 | Marifé de Triana         | Columbia MO 693          | Nardo de Viena / Las corazonás |
| 1970 | Marifé de Triana         | Columbia MO 1054         | El pintor del viento / Tres veces loca |
| 1970 | Marifé de Triana         | Columbia MO 1066         | El pajarillo Curro / Puñales de sombra |
| 1970 | Marifé de Triana         | CPS 9062                 | En tierra extraña / Ya no te quiero / Doña Mariquita de los dolores / Me embrujaste / Bumbe...bumbaina / Vente a la audiencia / Tú, solo tú / Y estoy de luto / A ciegas / Eres lo que yo más quiero                                                           |
| 1971 | Marifé de Triana         | CPS 9141                 | Si te he querido / Pim pam fuego / Tu cariño / Esclava de tu amor / Ten cuidado / Te quiero y quiero / Tu beso mi beso / Emigrar / Tu amor y mi amor / Saberte perdonar                                                                                        |
| 1972 | Marifé de Triana         | Columbia MO 1192         | Si te he querido / Dolores la de Valverde |
| 1972 | Marifé de Triana         | Columbia MO 1329         | Sevillanas de la Giralda / Sevillanas de la alondra |
| 1973 | Marifé de Triana         | Columbia MO 1363         | Senda de celos / Lo quiero pa mí |
| 1973 | ¿De dónde vienes...?     | CPS: 9259                | Dime di, de donde vienes / Que yo viviera sin ti / Vete si quieres / Digo por tiento / Tres cosas tiene la noche / Tuve que olvidarte / Arañando las paredes / Una cualquiera / Por estarlo deseando / Y yo soy mujer                                          |
| 1974 | Marifé de Triana         | Columbia MO 1435         | Ay Cholón / Con ese beso |
| 1974 | Marifé de Triana         | Columbia MO 1449         | Pero mira cómo beben / Rin rin |
| 1974 | Marifé de Triana         | Columbia MO 1450         | Un ángel con trompeta / Campanilleros |
| 1974 | Eso que se llama corazón | CPS 9320                 | Eso que se llama corazón / El eco / Es nuestro amor / Vale, vale y vale / Otelo / Alegría de tu amor / A ver con quién te tropiezas / Castigo / Yo he visto una pena sola / Flamenquería                                                                       |
| 1974 | Marifé canta a México    | CPS 9343                 | Huapango torero / Llegando de ti / Échame a mí la culpa / Pobre del pobre / Grítenme piedras del campo / Fallaste corazón / Y...ya / Cuatro copas / Pa todo el año / Gorrioncillo pecho amarillo                                                               |
| 1975 | Marifé de Triana         | Columbia MO 1491         | Como un amor extraño / Te debo tantas rosas |
| 1975 | Marifé de Triana         | CPS 9388                 | Te debo tantas rosas / Quisiera ser / Quién tiene la culpa / Sin estar contigo / Cariño rociero / Como un amor extraño / Desgraciao / Tú debes valer mucho / Déjalo así / Entre Málaga y Sevilla                                                               |
| 1975 | Marifé de Triana         | CP 9408                  | Quién dijo pena / Desde la mina / Romance de la zamarrilla / Rosa la del tiemblo / Embrujada / Ojalá / Carrillón de Córdoba / Nada más / Rosa Malena / No te vayas de Navarra                                                                                  |
| 1976 | Ay, Sevilla...           | CPS 9446                 | Ay Sevilla / Soy como el árbol / Déjame vivir mi vía / Sin motivo / Quiero guardar el secreto / Granada mía / Esto sí que son pesares / Y de testigo... Dios / Las banderillas de mi querer / Rueda de carro                                                   |
| 1976 | Marifé de Triana         | CP 9487                  | Locura de mi querer / Marquesita de la estrella / Que me perdone Dios / Clavá en mi amargura / Yo no se que hacer / Rosa de veneno / La emperaora / La hija del presidente / Lola Alegrías / Ay San Antonio / Seguidillas del olé y olá / Ay la Corales        |
| 1976 | Marifé de Triana         | CP 9488                  | Rejón de muerte / Coplas del Guadalquivir / Tientos del pregonero / Sevillanas de Marifé / Ese torero / Ay mi casa / En el quicio de mi puerta / La ventolera / En una esquina cualquiera / Mal haya la pena mía / Marquesita cordobesa / Marina la de Sagunto |
| 1977 | Marifé de Triana         | CP 9489                  | La mejorana / Macarrona flamencona / Mi sombrero cordobés / Acusación / Quién pudiera / Maldito sea el querer / María Consolación / Quién lo había de pensar / Una mujer con ojeras / Manolo de Lora / Te lo digo sin parar / Mil veces que no                 |
| 1977 | Marifé de Triana         | CP 9490                  | Señor Sargento Ramírez / Elvira la cantaora / Tos saben que nos queremos / Yo acuso / Por San Fermín / No me digas que no / ¡Ay Maricruz! / Sangre de mis venas / Tientos del reloj / Cortijo de la Aurora / Málaga cancionera / Dolores la Petenera           |
| 1977 | Marifé de Triana         | CP 9491                  | La de la calle Pureza / Si se jugara dos veces / Cobarde he sío / Pajarillos / Contrabando de luceros / La Lola no baila sola / Martirio la cantaora / Rosa de Lima / La farola / Te lo juro yo / Desde que te conocí / Campanitas de cristal                  |
| 1977 | Marifé de Triana         | CP 9492                  | Tengo miedo torero / Canta guitarra / La Lirio / Patio banderas / Repique de campanas / El vestido de mi madre / Coplas de Pedro Romero / La cinta de mi sombrero / Hágase su voluntad / Los aceituneros / Tú que presumes de hombre / Garrotín del bele       |
| 1977 | Te acordarás un día      | CPS 9551                 | Te acordarás un día / Bajo el sol de tu fragua / Torre de arena / Silencio sobre silencio / Necesito de ti / Me va tu piel / Quisiera decir no / La loba / Con el vito / Fandangos de mi querer                                                                |
| 1978 | Marifé de Triana         | CP 9493                  | Tengo miedo / Compañero / Torres de Cádiz / Tú me hiciste de este modo / Por cobarde / Mis dos rosas / Lo nuestro no es así / Separaos / Consolación la de Utrera / Paloma limón / El chico de la blusa / El secreto mío                                       |
| 1981 | Encrucijada              | Discophon 27.026         | Encrucijada / Cuando te vi llegar / Dentro de mi cuerpo / Dudando / Apártate / Te llamo / Amor maldito / Abro mis brazos / Ayúdame / Ese día |
| 1989 | Vendedora de coplas      | Zariro 33012401          | Vendedora de coplas / Te puedo compartir / Rociero / Vivir de recuerdos / Con más fuerza que nunca / La copa del adiós / El amor existe / Qué puedo hacer / Locos / Quien manda soy yo                                                                         |
| 1990 | Canta mi corazón         | Senador D-01065          | Fuego en el corazón / A mi aire / Cuando te vayas / Por ti / En mi soledad / Estaba soñando / Loco / Tú no te has ido / Yo soy Sevilla / Lo sabes |
| 2001 | Porqué...                | Ático Record             | Perdida / Muero por la copla / Hablan / Y ahora qué / A tu lado / La puerta de mi amor / Por qué / Soy como soy / Esencia / No le hagas caso a tu corazón / Te felicito / Gente de Andalucía                                                                   |

## Filmografía
| Año  | Título                | País   | Director               | Papel/Notas           |
| ---- | --------------------- | ------ | ---------------------- | --------------------- |
| 1958 | Canto para ti         | España | Sebastián Almeida      | María Vélez           |
| 1960 | Bajo el cielo andaluz | España | Arturo Ruiz Castillo   | María Dolores Montoro |
| 2010 | La España de la copla | España | Emilio Ruiz Barrachina | Documental            |